# Translationsfläche
Eine Translationsfläche ist ein mathematisches Objekt aus dem Teilgebiet der Geometrie. Es gibt mehrere äquivalente Möglichkeiten, diese Fläche zu definieren. In diesem Artikel wird die Definition mittels Karten gewählt.

## Definition
Eine Translationsfläche {\displaystyle (X,\Sigma ,\omega )} ist eine zusammenhängende, kompakte, orientierbare Fläche {\displaystyle X} mit Geschlecht {\displaystyle g\geq 1}, eine endliche, nichtleere Menge von Singularitäten {\displaystyle \Sigma } und ein zweidimensionaler Atlas {\displaystyle \omega } auf {\displaystyle X^{\ast }:=X\setminus \Sigma }, so dass die Kartenwechselabbildungen von {\displaystyle \omega } Translationen sind.
Äquivalent kann man eine Translationsfläche definieren als eine Riemannsche Fläche mit einer holomorphen 1-Form (einem abelschen Differential). Die Singularitäten der Translationsfläche entsprechen den Nullstellen der 1-Form.

## Beispiele
- Nimmt man ein Quadrat in der Ebene und verklebt jeweils die gegenüberliegenden Seiten mittels Translationen, so entsteht ein Torus. Der Torus ist also eine Translationsfläche ohne Singularitäten. Die Winkel um die Ecke (nach dem Verkleben ist es nur noch eine) addieren zich zu {\displaystyle 2\pi }, weshalb das Bild dieser Ecke keine (bzw. eine hebbare) Singularität ist.
- Eine etwas kompliziertere Translationsflächen entsteht beim Verkleben von zwei regulären Fünfecken. Dreht man die Fünfecke so, dass jeweils eine ihrer Seiten horizontal ist, wobei ein Fünfeck über seiner horizontalen Seite liegt und das andere darunter, so sind je zwei Seiten parallel. Verklebt man die parallelen Seiten, entsteht eine kompakte Fläche. Auch hier werden alle Ecken miteinander identifiziert. Es entsteht eine konische Singularität mit Winkel {\displaystyle 6\,\pi } (der Innenwinkelsumme der Ecken). Im Gegensatz zum Torus ist die Singularität in diesem Fall also nicht hebbar. Die resultierende Translationsfläche hat das Geschlecht 1. Das kann man zum Beispiel mit Hilfe der Eulercharakteristik berechnen.
- Allgemein entsteht jede Translationsfläche aus endlich vielen euklidischen Polygonen durch Identifizieren von Seitenpaaren durch Translationen. Dabei werden jeweils entgegengesetzt orientierte Seiten miteinander identifiziert und die Orientierungen sind so gewählt, dass der Rand der in der Ebene liegenden Polygone im Uhrzeigersinn durchlaufen wird. Die Ecken der Polygone entsprechen (evtl. hebbaren) Singularitäten der Translationsfläche, die Winkel um eine Ecke addieren sich zu einem Vielfachen von {\displaystyle 2\pi }. Alle Singularitäten sind Bilder von Ecken der Polygone.

## Holonomie und Singularitäten
Eine flache Metrik definiert einen Paralleltransport, dessen Holonomie entlang eines eine konische Singularität umlaufenden geschlossenen Weges die Drehung um den Kegelwinkel der Singularität ist. Die Singularitäten einer Translationsfläche sind konische Singularitäten mit einem Kegelwinkel, der ein ganzzahliges Vielfaches von {\displaystyle 2\pi } ist. Deshalb haben Translationsflächen triviale Holonomie.

## Anwendung
Translationsflächen können zum Beispiel dazu verwendet werden, (reibungsfreie) Billardbahnen in rationalen polygonförmigen Billardtischen zu untersuchen. An Stelle der Reflexion der (punktförmigen) Billardkugel an einer Seite des Polygons, wird das Polygon an dieser Seite gespiegelt und die Billardbahn verläuft geradlinig weiter.